# Giro de Lombardia de 2019
A 113.ª edição do Giro de Lombardia (oficialmente: Il Lombardia), quinto e último monumento de ciclismo da temporada, celebrou-se a 12 de outubro de 2019 sobre uma distância de 243 quilómetros com início na cidade de Bergamo e final na cidade de Como em Itália.
A carreira fez parte do UCI World Tour de 2019, sendo a trigésima sétima competição do calendário de máxima categoria mundial. O vencedor foi o neerlandês Bauke Mollema da Trek-Segafredo seguido do espanhol Alejandro Valverde da Movistar e o colombianão Egan Bernal da INEOS.

## Percorrido
O Giro de Lombardia dispôs de um percurso total de 243 quilómetros iniciando desde Bérgamo na região de Lombardia até Como, passando por Colle Galo, Colle Brianza, Madonna del Ghisallo, Muro di Sormano, Civiglio e San Fermo della Battaglia.

## Equipas participantes
Tomaram parte na carreira um total de 25 equipas, dos quais assistiram por direito proprio os 18 equipas UCI World Tour e 7 equipas de categoria Profissional Continental convidados pela organização, quem conformaram um pelotão de 175 ciclistas dos quais finalizaram 109. As equipas participantes foram:
| Equipes WorldTeam (18)- AG2R La Mondiale - Astana - Bahrain-Merida - Bora-hansgrohe - CCC Team - Deceuninck-Quick Step - Dimension Data - EF Education First - Groupama-FDJ - Team Jumbo-Visma - Lotto Soudal - Mitchelton-Scott - Movistar Team - Katusha-Alpecin - Ineos - Team Sunweb - Trek-Segafredo - UAE Team Emirates Equipes profissionais Continentais (7)- Androni Giocattoli-Sidermec - Bardiani CSF - Cofidis, Solutions Crédits - Gazprom-RusVelo - Israel Cycling Academy - Neri Sottoli-Selle Italia-KTM - Vital Concept-B&B Hotels |
| |

## Classificação final
As classificações finalizaram da seguinte forma:
| \| Classificação geral \| Classificação geral \| Classificação geral \| Classificação geral \| Classificação geral \| \| Ciclista \| Ciclista \| Equipe \| Tempo \| \| \| ------------------- \| ------------------- \| ----------------------------- \| ------------------- \| ------------------- \| \| 1. \| Bauke Mollema \| Trek-Segafredo \| 5h52m59s \| \| \| 2. \| Alejandro Valverde \| Movistar Team \| + 16s \| \| \| 3. \| Egan Bernal \| Team Ineos \| + 16s \| \| \| 4. \| Jakob Fuglsang \| Astana \| + 16s \| \| \| 5. \| Michael Woods \| EF Education First \| + 34s \| \| \| 6. \| Jack Haig \| Mitchelton-Scott \| + 34s \| \| \| 7. \| Primož Roglič \| Team Jumbo-Visma \| + 34s \| \| \| 8. \| Emanuel Buchmann \| Bora-Hansgrohe \| + 50s \| \| \| 9. \| Pierre Latour \| AG2R La Mondiale \| + 50s \| \| \| 10. \| Rudy Molard \| Groupama-FDJ \| + 50s \| \| \| 11. \| David Gaudu \| Groupama-FDJ \| + 50s \| \| \| 12. \| Rafał Majka \| Bora-Hansgrohe \| + 50s \| \| \| 13. \| Enric Mas \| Deceuninck-Quick Step \| + 50s \| \| \| 14. \| Iván Ramiro Sosa \| Team Ineos \| + 50s \| \| \| 15. \| Adam Yates \| Mitchelton-Scott \| + 1m57s \| \| \| 16. \| Gorka Izagirre \| Astana \| + 2m08s \| \| \| 17. \| Giovanni Visconti \| Neri Sottoli-Selle Italia-KTM \| + 2m08s \| \| \| 18. \| Daniel Martin \| UAE Team Emirates \| + 2m09s \| \| \| 19. \| Gianni Moscon \| Team Ineos \| + 2m12s \| \| \| 20. \| Pierre Rolland \| Vital Concept-B&B Hotels \| + 2m30s \| \| |                    |                               |          |
| |                    |                               |          |
| Fonte: ProCyclingStats |                    |                               |          |
| Classificação geral |                    |                               |          |
| Ciclista | Ciclista           | Equipe                        | Tempo    |
| 1. | Bauke Mollema      | Trek-Segafredo                | 5h52m59s |
| 2. | Alejandro Valverde | Movistar Team                 | + 16s    |
| 3. | Egan Bernal        | Team Ineos                    | + 16s    |
| 4. | Jakob Fuglsang     | Astana                        | + 16s    |
| 5. | Michael Woods      | EF Education First            | + 34s    |
| 6. | Jack Haig          | Mitchelton-Scott              | + 34s    |
| 7. | Primož Roglič      | Team Jumbo-Visma              | + 34s    |
| 8. | Emanuel Buchmann   | Bora-Hansgrohe                | + 50s    |
| 9. | Pierre Latour      | AG2R La Mondiale              | + 50s    |
| 10. | Rudy Molard        | Groupama-FDJ                  | + 50s    |
| 11. | David Gaudu        | Groupama-FDJ                  | + 50s    |
| 12. | Rafał Majka        | Bora-Hansgrohe                | + 50s    |
| 13. | Enric Mas          | Deceuninck-Quick Step         | + 50s    |
| 14. | Iván Ramiro Sosa   | Team Ineos                    | + 50s    |
| 15. | Adam Yates         | Mitchelton-Scott              | + 1m57s  |
| 16. | Gorka Izagirre     | Astana                        | + 2m08s  |
| 17. | Giovanni Visconti  | Neri Sottoli-Selle Italia-KTM | + 2m08s  |
| 18. | Daniel Martin      | UAE Team Emirates             | + 2m09s  |
| 19. | Gianni Moscon      | Team Ineos                    | + 2m12s  |
| 20. | Pierre Rolland     | Vital Concept-B&B Hotels      | + 2m30s  |

## Ciclistas participantes e posições finais
| AG2R La Mondiale ALM | AG2R La Mondiale ALM  | AG2R La Mondiale ALM |
| -------------------- | --------------------- | -------------------- |
| Num                  | Ciclista              | Pos                  |
| 1                    | Pierre Latour (FRA)   | 9.                   |
| 2                    | Mikaël Cherel (FRA)   | DNF                  |
| 3                    | Axel Domont (FRA)     | 106.                 |
| 4                    | Mathias Frank (SUI)   | 21.                  |
| 5                    | Ben Gastauer (LUX)    | DNF                  |
| 6                    | Jaakko Hänninen (FIN) | DNF                  |
| 7                    | Larry Warbasse (USA)  | 30.                  |

| Androni Giocattoli-Sidermec ANS | Androni Giocattoli-Sidermec ANS | Androni Giocattoli-Sidermec ANS |
| ------------------------------- | ------------------------------- | ------------------------------- |
| Num                             | Ciclista                        | Pos                             |
| 11                              | Fausto Masnada (ITA)            | 89.                             |
| 12                              | Marco Frapporti (ITA)           | DNF                             |
| 13                              | Miguel Flórez López (COL)       | 88.                             |
| 14                              | Kevin Rivera (CRC)              | DNF                             |
| 15                              | Daniel Muñoz (COL)              | DNF                             |
| 16                              | Josip Rumac (CRO)               | 98.                             |
| 17                              | Andrea Vendrame (ITA)           | DNF                             |

| Astana AST | Astana AST             | Astana AST |
| ---------- | ---------------------- | ---------- |
| Num        | Ciclista               | Pos        |
| 21         | Jakob Fuglsang (DEN)   | 4.         |
| 22         | Davide Ballerini (ITA) | DNF        |
| 23         | Dario Cataldo (ITA)    | 61.        |
| 24         | Hugo Houle (CAN)       | DNF        |
| 25         | Ion Izagirre (ESP)     | DNF        |
| 26         | Gorka Izagirre (ESP)   | 16.        |
| 27         | Davide Villella (ITA)  | 28.        |

| Bahrain-Merida TBM | Bahrain-Merida TBM        | Bahrain-Merida TBM |
| ------------------ | ------------------------- | ------------------ |
| Num                | Ciclista                  | Pos                |
| 31                 | Vincenzo Nibali (ITA)     | 55.                |
| 32                 | Damiano Caruso (ITA)      | 59.                |
| 33                 | Andrea Garosio (ITA)      | 69.                |
| 34                 | Antonio Nibali (ITA)      | DNF                |
| 35                 | Domen Novak (SLO)         | DNF                |
| 36                 | Hermann Pernsteiner (AUT) | 49.                |
| 37                 | Dylan Teuns (BEL)         | DNF                |

| Bardiani CSF BRD | Bardiani CSF BRD       | Bardiani CSF BRD |
| ---------------- | ---------------------- | ---------------- |
| Num              | Ciclista               | Pos              |
| 41               | Enrico Barbin (ITA)    | DNF              |
| 42               | Giovanni Carboni (ITA) | 64.              |
| 43               | Luca Covili (ITA)      | 101.             |
| 44               | Umberto Orsini (ITA)   | 103.             |
| 45               | Francesco Romano (ITA) | DNF              |
| 46               | Lorenzo Rota (ITA)     | 63.              |
| 47               | Daniel Savini (ITA)    | DNF              |

| Bora-Hansgrohe BOH | Bora-Hansgrohe BOH                    | Bora-Hansgrohe BOH |
| ------------------ | ------------------------------------- | ------------------ |
| Num                | Ciclista                              | Pos                |
| 51                 | Davide Formolo (ITA) (estrada)        | 23.                |
| 52                 | Cesare Benedetti (ITA)                | 58.                |
| 53                 | Emanuel Buchmann (GER)                | 8.                 |
| 54                 | Patrick Konrad (AUT) (estrada)        | 74.                |
| 55                 | Rafał Majka (POL)                     | 12.                |
| 56                 | Gregor Mühlberger (AUT)               | DNF                |
| 57                 | Maximilian Schachmann (GER) (estrada) | 73.                |

| CCC Team CCC | CCC Team CCC             | CCC Team CCC |
| ------------ | ------------------------ | ------------ |
| Num          | Ciclista                 | Pos          |
| 61           | Víctor de la Parte (ESP) | 47.          |
| 62           | Simon Geschke (GER)      | 84.          |
| 63           | Łukasz Owsian (POL)      | DNF          |
| 64           | Serge Pauwels (BEL)      | 85.          |
| 65           | Joey Rosskopf (USA)      | 92.          |
| 66           | Laurens ten Dam (NED)    | 94.          |
| 67           | Riccardo Zoidl (AUT)     | 82.          |

| Cofidis, Solutions Crédits COF | Cofidis, Solutions Crédits COF  | Cofidis, Solutions Crédits COF |
| ------------------------------ | ------------------------------- | ------------------------------ |
| Num                            | Ciclista                        | Pos                            |
| 71                             | Nicolas Edet (FRA)              | 81.                            |
| 72                             | Natnael Berhane (ERI) (estrada) | DNF                            |
| 73                             | Jesper Hansen (DEN)             | 75.                            |
| 74                             | José Herrada (ESP)              | 93.                            |
| 75                             | Luis Ángel Maté (ESP)           | DNF                            |
| 76                             | Anthony Perez (FRA)             | 57.                            |
| 77                             | Stéphane Rossetto (FRA)         | 44.                            |

| Deceuninck-Quick Step DQT | Deceuninck-Quick Step DQT   | Deceuninck-Quick Step DQT |
| ------------------------- | --------------------------- | ------------------------- |
| Num                       | Ciclista                    | Pos                       |
| 81                        | Philippe Gilbert (BEL)      | 54.                       |
| 82                        | Eros Capecchi (ITA)         | 83.                       |
| 83                        | Rémi Cavagna (FRA)          | 102.                      |
| 84                        | Bob Jungels (LUX) (estrada) | 52.                       |
| 85                        | James Knox (GBR)            | DNF                       |
| 86                        | Enric Mas (ESP)             | 13.                       |
| 87                        | Petr Vakoč (CZE)            | DNF                       |

| EF Education First EF1 | EF Education First EF1 | EF Education First EF1 |
| ---------------------- | ---------------------- | ---------------------- |
| Num                    | Ciclista               | Pos                    |
| 91                     | Hugh Carthy (GBR)      | DNF                    |
| 92                     | Sean Bennett (USA)     | DNF                    |
| 93                     | Simon Clarke (AUS)     | 53.                    |
| 94                     | Sergio Higuita (COL)   | 76.                    |
| 95                     | Sep Vanmarcke (BEL)    | 108.                   |
| 96                     | Tanel Kangert (EST)    | 56.                    |
| 97                     | Michael Woods (CAN)    | 5.                     |

| Gazprom-RusVelo GAZ | Gazprom-RusVelo GAZ              | Gazprom-RusVelo GAZ |
| ------------------- | -------------------------------- | ------------------- |
| Num                 | Ciclista                         | Pos                 |
| 101                 | Aleksandr Vlasov (RUS) (estrada) | 107.                |
| 102                 | Nicolai Cherkasov (RUS)          | 46.                 |
| 103                 | Artem Nych (RUS)                 | DNF                 |
| 104                 | Petr Rikunov (RUS)               | DNF                 |
| 105                 | Ivan Rovny (RUS)                 | 41.                 |
| 107                 | Evgeny Shalunov (RUS)            | DNF                 |

| Groupama-FDJ GFC | Groupama-FDJ GFC       | Groupama-FDJ GFC |
| ---------------- | ---------------------- | ---------------- |
| Num              | Ciclista               | Pos              |
| 111              | David Gaudu (FRA)      | 11.              |
| 112              | William Bonnet (FRA)   | DNF              |
| 113              | Valentin Madouas (FRA) | 97.              |
| 114              | Rudy Molard (FRA)      | 10.              |
| 115              | Steve Morabito (SUI)   | 90.              |
| 116              | Kilian Frankiny (SUI)  | 32.              |
| 117              | Anthony Roux (FRA)     | DNF              |

| Israel Cycling Academy ICA | Israel Cycling Academy ICA | Israel Cycling Academy ICA |
| -------------------------- | -------------------------- | -------------------------- |
| Num                        | Ciclista                   | Pos                        |
| 121                        | Edwin Ávila (COL)          | DNF                        |
| 122                        | Awet Ghebremedhn (ERI)     | 100.                       |
| 123                        | Riccardo Minali (ITA)      | DNF                        |
| 124                        | Nathan Earle (AUS)         | 67.                        |
| 125                        | Omer Goldstein (ISR)       | DNF                        |
| 126                        | Kristian Sbaragli (ITA)    | 39.                        |
| 126                        | Rubén Plaza (ESP)          | DNF                        |

| Lotto-Soudal LTS | Lotto-Soudal LTS         | Lotto-Soudal LTS |
| ---------------- | ------------------------ | ---------------- |
| Num              | Ciclista                 | Pos              |
| 131              | Tim Wellens (BEL)        | 29.              |
| 132              | Sander Armée (BEL)       | DNF              |
| 133              | Tiesj Benoot (BEL)       | 24.              |
| 134              | Tomasz Marczyński (POL)  | 71.              |
| 135              | Rémy Mertz (BEL)         | DNF              |
| 136              | Jelle Vanendert (BEL)    | DNF              |
| 137              | Carl Fredrik Hagen (NOR) | 72.              |

| Mitchelton-Scott MTS | Mitchelton-Scott MTS | Mitchelton-Scott MTS |
| -------------------- | -------------------- | -------------------- |
| Num                  | Ciclista             | Pos                  |
| 141                  | Esteban Chaves (COL) | 70.                  |
| 142                  | Tsgabu Grmay (ETH)   | DNF                  |
| 143                  | Jack Haig (AUS)      | 6.                   |
| 144                  | Damien Howson (AUS)  | DNF                  |
| 145                  | Mikel Nieve (ESP)    | 36.                  |
| 146                  | Matteo Trentin (ITA) | DNF                  |
| 147                  | Adam Yates (GBR)     | 15.                  |

| Movistar Team MOV | Movistar Team MOV                  | Movistar Team MOV |
| ----------------- | ---------------------------------- | ----------------- |
| Num               | Ciclista                           | Pos               |
| 151               | Alejandro Valverde (ESP) (estrada) | 2.                |
| 152               | Carlos Alberto Betancur (COL)      | 51.               |
| 153               | Jaime Castrillo (ESP)              | DNF               |
| 154               | Rubén Fernández (ESP)              | 37.               |
| 155               | Mikel Landa (ESP)                  | DNF               |
| 156               | Jasha Sütterlin (GER)              | DNF               |
| 157               | Carlos Verona (ESP)                | 68.               |

| Neri Sottoli-Selle Italia-KTM NSK | Neri Sottoli-Selle Italia-KTM NSK | Neri Sottoli-Selle Italia-KTM NSK |
| --------------------------------- | --------------------------------- | --------------------------------- |
| Num                               | Ciclista                          | Pos                               |
| 161                               | Giovanni Visconti (ITA)           | 17.                               |
| 162                               | Francesco Manuel Bongiorno (ITA)  | 80.                               |
| 163                               | Lorenzo Fortunato (ITA)           | 87.                               |
| 164                               | Umberto Marengo (ITA)             | DNF                               |
| 165                               | Sebastian Schönberger (AUT)       | 66.                               |
| 166                               | Simone Velasco (ITA)              | 86.                               |
| 167                               | Edoardo Zardini (ITA)             | DNF                               |

| Dimension Data TDD | Dimension Data TDD           | Dimension Data TDD |
| ------------------ | ---------------------------- | ------------------ |
| Num                | Ciclista                     | Pos                |
| 171                | Roman Kreuziger (CZE)        | DNF                |
| 172                | Amanuel Gebrezgabihier (ERI) | 25.                |
| 173                | Louis Meintjes (RSA)         | 99.                |
| 174                | Tom Slagter (NED)            | DNF                |
| 175                | Michael Valgren (DEN)        | 40.                |
| 176                | Jacobus Venter (RSA)         | DNF                |
| 177                | Danilo Wyss (SUI)            | 91.                |

| Team Ineos INS | Team Ineos INS             | Team Ineos INS |
| -------------- | -------------------------- | -------------- |
| Num            | Ciclista                   | Pos            |
| 181            | Egan Bernal (COL)          | 3.             |
| 182            | Jonathan Castroviejo (ESP) | DNF            |
| 183            | Iván Ramiro Sosa (COL)     | 14.            |
| 184            | Tao Geoghegan Hart (GBR)   | 50.            |
| 185            | Gianni Moscon (ITA)        | 19.            |
| 186            | Salvatore Puccio (ITA)     | DNF            |
| 187            | Diego Rosa (ITA)           | DNF            |

| Team Jumbo-Visma TJV | Team Jumbo-Visma TJV    | Team Jumbo-Visma TJV |
| -------------------- | ----------------------- | -------------------- |
| Num                  | Ciclista                | Pos                  |
| 191                  | Primož Roglič (SLO)     | 7.                   |
| 192                  | George Bennett (NZL)    | 35.                  |
| 193                  | Koen Bouwman (NED)      | DNF                  |
| 194                  | Robert Gesink (NED)     | 33.                  |
| 195                  | Steven Kruijswijk (NED) | DNF                  |
| 196                  | Sepp Kuss (USA)         | 34.                  |
| 197                  | Neilson Powless (USA)   | 62.                  |

| Katusha-Alpecin TKA | Katusha-Alpecin TKA    | Katusha-Alpecin TKA |
| ------------------- | ---------------------- | ------------------- |
| Num                 | Ciclista               | Pos                 |
| 201                 | Ilnur Zakarin (RUS)    | DNF                 |
| 202                 | Enrico Battaglin (ITA) | 77.                 |
| 203                 | Steff Cras (BEL)       | 26.                 |
| 204                 | Matteo Fabbro (ITA)    | DNF                 |
| 205                 | José Gonçalves (POR)   | DNF                 |
| 206                 | Pavel Kochetkov (RUS)  | DNF                 |
| 207                 | Daniel Navarro (ESP)   | DNF                 |

| Team Sunweb SUN | Team Sunweb SUN       | Team Sunweb SUN |
| --------------- | --------------------- | --------------- |
| Num             | Ciclista              | Pos             |
| 211             | Wilco Kelderman (NED) | 38.             |
| 212             | Jan Bakelants (BEL)   | 109.            |
| 213             | Chris Hamilton (AUS)  | 48.             |
| 214             | Jai Hindley (AUS)     | 31.             |
| 215             | Marc Hirschi (SUI)    | DNF             |
| 216             | Robert Power (AUS)    | DNF             |
| 217             | Michael Storer (AUS)  | 45.             |

| Trek-Segafredo TFS | Trek-Segafredo TFS           | Trek-Segafredo TFS |
| ------------------ | ---------------------------- | ------------------ |
| Num                | Ciclista                     | Pos                |
| 221                | Bauke Mollema (NED)          | 1.                 |
| 222                | Peter Stetina (USA)          | DNF                |
| 223                | Gianluca Brambilla (ITA)     | 27.                |
| 224                | Giulio Ciccone (ITA)         | 22.                |
| 225                | Niklas Eg (DEN)              | 78.                |
| 226                | Michael Gogl (AUT)           | DNF                |
| 227                | Toms Skujiņš (LAT) (estrada) | 43.                |

| UAE Team Emirates UAD | UAE Team Emirates UAD | UAE Team Emirates UAD |
| --------------------- | --------------------- | --------------------- |
| Num                   | Ciclista              | Pos                   |
| 231                   | Diego Ulissi (ITA)    | 60.                   |
| 232                   | Rui Costa (POR)       | DNF                   |
| 233                   | Marco Marcato (ITA)   | 95.                   |
| 234                   | Daniel Martin (IRL)   | 18.                   |
| 235                   | Simone Petilli (ITA)  | 65.                   |
| 236                   | Jan Polanc (SLO)      | 79.                   |
| 237                   | Rory Sutherland (AUS) | 104.                  |

| Vital Concept-B&B Hotels VCB | Vital Concept-B&B Hotels VCB | Vital Concept-B&B Hotels VCB |
| ---------------------------- | ---------------------------- | ---------------------------- |
| Num                          | Ciclista                     | Pos                          |
| 241                          | Pierre Rolland (FRA)         | 20.                          |
| 242                          | Maxime Cam (FRA)             | DNF                          |
| 243                          | Arnaud Courteille (FRA)      | 105.                         |
| 244                          | Cyril Gautier (FRA)          | 42.                          |
| 245                          | Justin Mottier (FRA)         | DNF                          |
| 246                          | Patrick Müller (SUI)         | 96.                          |
| 247                          | Quentin Pacher (FRA)         | DNF                          |

| AG2R La Mondiale ALM | AG2R La Mondiale ALM  | AG2R La Mondiale ALM |
| -------------------- | --------------------- | -------------------- |
| Num                  | Ciclista              | Pos                  |
| 1                    | Pierre Latour (FRA)   | 9.                   |
| 2                    | Mikaël Cherel (FRA)   | DNF                  |
| 3                    | Axel Domont (FRA)     | 106.                 |
| 4                    | Mathias Frank (SUI)   | 21.                  |
| 5                    | Ben Gastauer (LUX)    | DNF                  |
| 6                    | Jaakko Hänninen (FIN) | DNF                  |
| 7                    | Larry Warbasse (USA)  | 30.                  |

| Androni Giocattoli-Sidermec ANS | Androni Giocattoli-Sidermec ANS | Androni Giocattoli-Sidermec ANS |
| ------------------------------- | ------------------------------- | ------------------------------- |
| Num                             | Ciclista                        | Pos                             |
| 11                              | Fausto Masnada (ITA)            | 89.                             |
| 12                              | Marco Frapporti (ITA)           | DNF                             |
| 13                              | Miguel Flórez López (COL)       | 88.                             |
| 14                              | Kevin Rivera (CRC)              | DNF                             |
| 15                              | Daniel Muñoz (COL)              | DNF                             |
| 16                              | Josip Rumac (CRO)               | 98.                             |
| 17                              | Andrea Vendrame (ITA)           | DNF                             |

| Astana AST | Astana AST             | Astana AST |
| ---------- | ---------------------- | ---------- |
| Num        | Ciclista               | Pos        |
| 21         | Jakob Fuglsang (DEN)   | 4.         |
| 22         | Davide Ballerini (ITA) | DNF        |
| 23         | Dario Cataldo (ITA)    | 61.        |
| 24         | Hugo Houle (CAN)       | DNF        |
| 25         | Ion Izagirre (ESP)     | DNF        |
| 26         | Gorka Izagirre (ESP)   | 16.        |
| 27         | Davide Villella (ITA)  | 28.        |

| Bahrain-Merida TBM | Bahrain-Merida TBM        | Bahrain-Merida TBM |
| ------------------ | ------------------------- | ------------------ |
| Num                | Ciclista                  | Pos                |
| 31                 | Vincenzo Nibali (ITA)     | 55.                |
| 32                 | Damiano Caruso (ITA)      | 59.                |
| 33                 | Andrea Garosio (ITA)      | 69.                |
| 34                 | Antonio Nibali (ITA)      | DNF                |
| 35                 | Domen Novak (SLO)         | DNF                |
| 36                 | Hermann Pernsteiner (AUT) | 49.                |
| 37                 | Dylan Teuns (BEL)         | DNF                |

| Bardiani CSF BRD | Bardiani CSF BRD       | Bardiani CSF BRD |
| ---------------- | ---------------------- | ---------------- |
| Num              | Ciclista               | Pos              |
| 41               | Enrico Barbin (ITA)    | DNF              |
| 42               | Giovanni Carboni (ITA) | 64.              |
| 43               | Luca Covili (ITA)      | 101.             |
| 44               | Umberto Orsini (ITA)   | 103.             |
| 45               | Francesco Romano (ITA) | DNF              |
| 46               | Lorenzo Rota (ITA)     | 63.              |
| 47               | Daniel Savini (ITA)    | DNF              |

| Bora-Hansgrohe BOH | Bora-Hansgrohe BOH                    | Bora-Hansgrohe BOH |
| ------------------ | ------------------------------------- | ------------------ |
| Num                | Ciclista                              | Pos                |
| 51                 | Davide Formolo (ITA) (estrada)        | 23.                |
| 52                 | Cesare Benedetti (ITA)                | 58.                |
| 53                 | Emanuel Buchmann (GER)                | 8.                 |
| 54                 | Patrick Konrad (AUT) (estrada)        | 74.                |
| 55                 | Rafał Majka (POL)                     | 12.                |
| 56                 | Gregor Mühlberger (AUT)               | DNF                |
| 57                 | Maximilian Schachmann (GER) (estrada) | 73.                |

| CCC Team CCC | CCC Team CCC             | CCC Team CCC |
| ------------ | ------------------------ | ------------ |
| Num          | Ciclista                 | Pos          |
| 61           | Víctor de la Parte (ESP) | 47.          |
| 62           | Simon Geschke (GER)      | 84.          |
| 63           | Łukasz Owsian (POL)      | DNF          |
| 64           | Serge Pauwels (BEL)      | 85.          |
| 65           | Joey Rosskopf (USA)      | 92.          |
| 66           | Laurens ten Dam (NED)    | 94.          |
| 67           | Riccardo Zoidl (AUT)     | 82.          |

| Cofidis, Solutions Crédits COF | Cofidis, Solutions Crédits COF  | Cofidis, Solutions Crédits COF |
| ------------------------------ | ------------------------------- | ------------------------------ |
| Num                            | Ciclista                        | Pos                            |
| 71                             | Nicolas Edet (FRA)              | 81.                            |
| 72                             | Natnael Berhane (ERI) (estrada) | DNF                            |
| 73                             | Jesper Hansen (DEN)             | 75.                            |
| 74                             | José Herrada (ESP)              | 93.                            |
| 75                             | Luis Ángel Maté (ESP)           | DNF                            |
| 76                             | Anthony Perez (FRA)             | 57.                            |
| 77                             | Stéphane Rossetto (FRA)         | 44.                            |

| Deceuninck-Quick Step DQT | Deceuninck-Quick Step DQT   | Deceuninck-Quick Step DQT |
| ------------------------- | --------------------------- | ------------------------- |
| Num                       | Ciclista                    | Pos                       |
| 81                        | Philippe Gilbert (BEL)      | 54.                       |
| 82                        | Eros Capecchi (ITA)         | 83.                       |
| 83                        | Rémi Cavagna (FRA)          | 102.                      |
| 84                        | Bob Jungels (LUX) (estrada) | 52.                       |
| 85                        | James Knox (GBR)            | DNF                       |
| 86                        | Enric Mas (ESP)             | 13.                       |
| 87                        | Petr Vakoč (CZE)            | DNF                       |

| EF Education First EF1 | EF Education First EF1 | EF Education First EF1 |
| ---------------------- | ---------------------- | ---------------------- |
| Num                    | Ciclista               | Pos                    |
| 91                     | Hugh Carthy (GBR)      | DNF                    |
| 92                     | Sean Bennett (USA)     | DNF                    |
| 93                     | Simon Clarke (AUS)     | 53.                    |
| 94                     | Sergio Higuita (COL)   | 76.                    |
| 95                     | Sep Vanmarcke (BEL)    | 108.                   |
| 96                     | Tanel Kangert (EST)    | 56.                    |
| 97                     | Michael Woods (CAN)    | 5.                     |

| Gazprom-RusVelo GAZ | Gazprom-RusVelo GAZ              | Gazprom-RusVelo GAZ |
| ------------------- | -------------------------------- | ------------------- |
| Num                 | Ciclista                         | Pos                 |
| 101                 | Aleksandr Vlasov (RUS) (estrada) | 107.                |
| 102                 | Nicolai Cherkasov (RUS)          | 46.                 |
| 103                 | Artem Nych (RUS)                 | DNF                 |
| 104                 | Petr Rikunov (RUS)               | DNF                 |
| 105                 | Ivan Rovny (RUS)                 | 41.                 |
| 107                 | Evgeny Shalunov (RUS)            | DNF                 |

| Groupama-FDJ GFC | Groupama-FDJ GFC       | Groupama-FDJ GFC |
| ---------------- | ---------------------- | ---------------- |
| Num              | Ciclista               | Pos              |
| 111              | David Gaudu (FRA)      | 11.              |
| 112              | William Bonnet (FRA)   | DNF              |
| 113              | Valentin Madouas (FRA) | 97.              |
| 114              | Rudy Molard (FRA)      | 10.              |
| 115              | Steve Morabito (SUI)   | 90.              |
| 116              | Kilian Frankiny (SUI)  | 32.              |
| 117              | Anthony Roux (FRA)     | DNF              |

| Israel Cycling Academy ICA | Israel Cycling Academy ICA | Israel Cycling Academy ICA |
| -------------------------- | -------------------------- | -------------------------- |
| Num                        | Ciclista                   | Pos                        |
| 121                        | Edwin Ávila (COL)          | DNF                        |
| 122                        | Awet Ghebremedhn (ERI)     | 100.                       |
| 123                        | Riccardo Minali (ITA)      | DNF                        |
| 124                        | Nathan Earle (AUS)         | 67.                        |
| 125                        | Omer Goldstein (ISR)       | DNF                        |
| 126                        | Kristian Sbaragli (ITA)    | 39.                        |
| 126                        | Rubén Plaza (ESP)          | DNF                        |

| Lotto-Soudal LTS | Lotto-Soudal LTS         | Lotto-Soudal LTS |
| ---------------- | ------------------------ | ---------------- |
| Num              | Ciclista                 | Pos              |
| 131              | Tim Wellens (BEL)        | 29.              |
| 132              | Sander Armée (BEL)       | DNF              |
| 133              | Tiesj Benoot (BEL)       | 24.              |
| 134              | Tomasz Marczyński (POL)  | 71.              |
| 135              | Rémy Mertz (BEL)         | DNF              |
| 136              | Jelle Vanendert (BEL)    | DNF              |
| 137              | Carl Fredrik Hagen (NOR) | 72.              |

| Mitchelton-Scott MTS | Mitchelton-Scott MTS | Mitchelton-Scott MTS |
| -------------------- | -------------------- | -------------------- |
| Num                  | Ciclista             | Pos                  |
| 141                  | Esteban Chaves (COL) | 70.                  |
| 142                  | Tsgabu Grmay (ETH)   | DNF                  |
| 143                  | Jack Haig (AUS)      | 6.                   |
| 144                  | Damien Howson (AUS)  | DNF                  |
| 145                  | Mikel Nieve (ESP)    | 36.                  |
| 146                  | Matteo Trentin (ITA) | DNF                  |
| 147                  | Adam Yates (GBR)     | 15.                  |

| Movistar Team MOV | Movistar Team MOV                  | Movistar Team MOV |
| ----------------- | ---------------------------------- | ----------------- |
| Num               | Ciclista                           | Pos               |
| 151               | Alejandro Valverde (ESP) (estrada) | 2.                |
| 152               | Carlos Alberto Betancur (COL)      | 51.               |
| 153               | Jaime Castrillo (ESP)              | DNF               |
| 154               | Rubén Fernández (ESP)              | 37.               |
| 155               | Mikel Landa (ESP)                  | DNF               |
| 156               | Jasha Sütterlin (GER)              | DNF               |
| 157               | Carlos Verona (ESP)                | 68.               |

| Neri Sottoli-Selle Italia-KTM NSK | Neri Sottoli-Selle Italia-KTM NSK | Neri Sottoli-Selle Italia-KTM NSK |
| --------------------------------- | --------------------------------- | --------------------------------- |
| Num                               | Ciclista                          | Pos                               |
| 161                               | Giovanni Visconti (ITA)           | 17.                               |
| 162                               | Francesco Manuel Bongiorno (ITA)  | 80.                               |
| 163                               | Lorenzo Fortunato (ITA)           | 87.                               |
| 164                               | Umberto Marengo (ITA)             | DNF                               |
| 165                               | Sebastian Schönberger (AUT)       | 66.                               |
| 166                               | Simone Velasco (ITA)              | 86.                               |
| 167                               | Edoardo Zardini (ITA)             | DNF                               |

| Dimension Data TDD | Dimension Data TDD           | Dimension Data TDD |
| ------------------ | ---------------------------- | ------------------ |
| Num                | Ciclista                     | Pos                |
| 171                | Roman Kreuziger (CZE)        | DNF                |
| 172                | Amanuel Gebrezgabihier (ERI) | 25.                |
| 173                | Louis Meintjes (RSA)         | 99.                |
| 174                | Tom Slagter (NED)            | DNF                |
| 175                | Michael Valgren (DEN)        | 40.                |
| 176                | Jacobus Venter (RSA)         | DNF                |
| 177                | Danilo Wyss (SUI)            | 91.                |

| Team Ineos INS | Team Ineos INS             | Team Ineos INS |
| -------------- | -------------------------- | -------------- |
| Num            | Ciclista                   | Pos            |
| 181            | Egan Bernal (COL)          | 3.             |
| 182            | Jonathan Castroviejo (ESP) | DNF            |
| 183            | Iván Ramiro Sosa (COL)     | 14.            |
| 184            | Tao Geoghegan Hart (GBR)   | 50.            |
| 185            | Gianni Moscon (ITA)        | 19.            |
| 186            | Salvatore Puccio (ITA)     | DNF            |
| 187            | Diego Rosa (ITA)           | DNF            |

| Team Jumbo-Visma TJV | Team Jumbo-Visma TJV    | Team Jumbo-Visma TJV |
| -------------------- | ----------------------- | -------------------- |
| Num                  | Ciclista                | Pos                  |
| 191                  | Primož Roglič (SLO)     | 7.                   |
| 192                  | George Bennett (NZL)    | 35.                  |
| 193                  | Koen Bouwman (NED)      | DNF                  |
| 194                  | Robert Gesink (NED)     | 33.                  |
| 195                  | Steven Kruijswijk (NED) | DNF                  |
| 196                  | Sepp Kuss (USA)         | 34.                  |
| 197                  | Neilson Powless (USA)   | 62.                  |

| Katusha-Alpecin TKA | Katusha-Alpecin TKA    | Katusha-Alpecin TKA |
| ------------------- | ---------------------- | ------------------- |
| Num                 | Ciclista               | Pos                 |
| 201                 | Ilnur Zakarin (RUS)    | DNF                 |
| 202                 | Enrico Battaglin (ITA) | 77.                 |
| 203                 | Steff Cras (BEL)       | 26.                 |
| 204                 | Matteo Fabbro (ITA)    | DNF                 |
| 205                 | José Gonçalves (POR)   | DNF                 |
| 206                 | Pavel Kochetkov (RUS)  | DNF                 |
| 207                 | Daniel Navarro (ESP)   | DNF                 |

| Team Sunweb SUN | Team Sunweb SUN       | Team Sunweb SUN |
| --------------- | --------------------- | --------------- |
| Num             | Ciclista              | Pos             |
| 211             | Wilco Kelderman (NED) | 38.             |
| 212             | Jan Bakelants (BEL)   | 109.            |
| 213             | Chris Hamilton (AUS)  | 48.             |
| 214             | Jai Hindley (AUS)     | 31.             |
| 215             | Marc Hirschi (SUI)    | DNF             |
| 216             | Robert Power (AUS)    | DNF             |
| 217             | Michael Storer (AUS)  | 45.             |

| Trek-Segafredo TFS | Trek-Segafredo TFS           | Trek-Segafredo TFS |
| ------------------ | ---------------------------- | ------------------ |
| Num                | Ciclista                     | Pos                |
| 221                | Bauke Mollema (NED)          | 1.                 |
| 222                | Peter Stetina (USA)          | DNF                |
| 223                | Gianluca Brambilla (ITA)     | 27.                |
| 224                | Giulio Ciccone (ITA)         | 22.                |
| 225                | Niklas Eg (DEN)              | 78.                |
| 226                | Michael Gogl (AUT)           | DNF                |
| 227                | Toms Skujiņš (LAT) (estrada) | 43.                |

| UAE Team Emirates UAD | UAE Team Emirates UAD | UAE Team Emirates UAD |
| --------------------- | --------------------- | --------------------- |
| Num                   | Ciclista              | Pos                   |
| 231                   | Diego Ulissi (ITA)    | 60.                   |
| 232                   | Rui Costa (POR)       | DNF                   |
| 233                   | Marco Marcato (ITA)   | 95.                   |
| 234                   | Daniel Martin (IRL)   | 18.                   |
| 235                   | Simone Petilli (ITA)  | 65.                   |
| 236                   | Jan Polanc (SLO)      | 79.                   |
| 237                   | Rory Sutherland (AUS) | 104.                  |

| Vital Concept-B&B Hotels VCB | Vital Concept-B&B Hotels VCB | Vital Concept-B&B Hotels VCB |
| ---------------------------- | ---------------------------- | ---------------------------- |
| Num                          | Ciclista                     | Pos                          |
| 241                          | Pierre Rolland (FRA)         | 20.                          |
| 242                          | Maxime Cam (FRA)             | DNF                          |
| 243                          | Arnaud Courteille (FRA)      | 105.                         |
| 244                          | Cyril Gautier (FRA)          | 42.                          |
| 245                          | Justin Mottier (FRA)         | DNF                          |
| 246                          | Patrick Müller (SUI)         | 96.                          |
| 247                          | Quentin Pacher (FRA)         | DNF                          |

Convenções:
- AB-N: Abandono na etapa N
- FLT-N: Retiro por chegada fora do limite de tempo na etapa N
- NTS-N: Não tomou a saída para a etapa N
- DÊS-N: Desclassificado ou expulsado na etapa N

## UCI World Ranking
O Giro de Lombardia outorgou pontos para o UCI World Ranking para corredores das equipas nas categorias UCI World Team, Profissional Continental e Equipas Continentais. A seguinte tabela mostra o barómetro de pontuação e os 10 corredores que obtiveram mais pontos:
| Posição   | 1.º | 2.º | 3.º | 4.º | 5.º | 6.º | 7.º | 8.º | 9.º | 10.º | 11.º | 12.º | 13.º | 14.º | 15.º | 16.º-20.º | 21.º-30.º | 31.º-50.º | 51.º-55.º | 56.º-60.º |
| Pontuação | 500 | 400 | 325 | 275 | 225 | 175 | 150 | 125 | 100 | 85   | 70   | 60   | 50   | 40   | 35   | 30        | 20        | 10        | 5         | 3         |

| Classificação |                    |                    |        |
| Posição       | Ciclista           | Equipa             | Pontos |
| ------------- | ------------------ | ------------------ | ------ |
| 1.º           | Bauke Mollema      | Trek-Segafredo     | 500    |
| 2.º           | Alejandro Valverde | Movistar           | 400    |
| 3.º           | Egan Bernal        | INEOS              | 325    |
| 4.º           | Jakob Fuglsang     | Astana             | 275    |
| 5.º           | Michael Woods      | EF Education First | 225    |
| 6.º           | Jack Haig          | Mitchelton-Scott   | 175    |
| 7.º           | Primož Roglič      | Jumbo-Visma        | 150    |
| 8.º           | Emanuel Buchmann   | Bora-Hansgrohe     | 125    |
| 9.º           | Pierre Latour      | AG2R La Mondiale   | 100    |
| 10.º          | Rudy Molard        | Groupama-FDJ       | 85     |